# Concime
Il concime è un mezzo tecnico fertilizzante impiegato in agricoltura e giardinaggio allo scopo di conferire al terreno uno o più elementi nutritivi utilizzabili dalle piante.

## Gli elementi
Gli elementi nutritivi si classificano in base all'essenzialità, ai quantitativi assorbiti, alle funzioni svolte. Secondo il primo criterio si possono distinguere in essenziali per tutte le specie vegetali, essenziali per alcune specie e non essenziali. Questi ultimi sono assorbiti in modo passivo, ma non svolgono alcuna funzione o, in qualche caso, hanno azione fitotossica (es. il fluoro). Di particolare interesse medico-sanitario è il ruolo di alcuni elementi non essenziali per le piante e genericamente denominati metalli pesanti, come ad esempio il piombo, il mercurio, il cadmio. Questi elementi possono essere presenti accidentalmente nel suolo, a seguito di fenomeni di inquinamento, e, assorbiti passivamente dalle piante, le quali si difendono per mezzo delle fitochelatine, si accumulano nei tessuti vegetali ed entrano nella catena alimentare svolgendo un'azione tossica nei confronti dell'uomo e degli altri animali.
Gli elementi essenziali per tutte le specie vegetali sono 16: carbonio, ossigeno, idrogeno, azoto, fosforo, potassio, calcio, zolfo, magnesio, cloro, ferro, rame, zinco, manganese, boro, molibdeno. Carbonio, ossigeno e idrogeno sono però spesso non considerati, come elementi nutritivi, in virtù del differente processo di assunzione da parte delle piante: la nutrizione delle piante si svolge attraverso tre vie:
- Nutrizione carbonica: consiste nell'assorbimento dell'anidride carbonica attraverso gli scambi gassosi con l'atmosfera per via stomatica. La nutrizione carbonica rappresenta la fonte di approvvigionamento relativa al carbonio e all'ossigeno.
- Nutrizione idrica: consiste nell'assorbimento dell'acqua attraverso le radici e, secondariamente, attraverso gli stomi e le lenticelle. Rappresenta la fonte di approvvigionamento relativa all'ossigeno e all'idrogeno.
- Nutrizione minerale: consiste nell'assorbimento di tutti gli altri elementi nutritivi, sotto forma di sali minerali disciolti nell'acqua. La nutrizione minerale si svolge principalmente attraverso l'assorbimento radicale e secondariamente attraverso le aperture stomatiche. Spesso, parlando di nutrizione delle piante, si fa riferimento implicito, in senso stretto, alla nutrizione minerale senza considerare perciò il carbonio, l'ossigeno e l'idrogeno.

Gli elementi nutritivi essenziali sensu stricto si distinguono in macroelementi e microelementi (o elementi oligodinamici), secondo i quantitativi utilizzati dalla pianta: i macroelementi sono presenti, come componenti dei tessuti vegetali, in misura superiore allo 0,1% riferita alla sostanza secca; i microelementi sono invece presenti in misura generalmente inferiore allo 0,1% sulla sostanza secca. Ciò non significa che i microelementi siano meno importanti, tanto è vero che in caso di assenza o scarsità di questi, la pianta può manifestare affezioni più o meno gravi, dette genericamente fisiopatie da carenza.
Gli elementi sono inoltre distinti in plastici e dinamici, secondo la funzione svolta nell'organismo. Sono plastici gli elementi che, entrando nella composizione dei composti strutturali (glucidi, lipidi e proteine strutturali), contribuiscono alla costruzione dei tessuti, sono dinamici quelli che, entrando nella composizione di enzimi, coenzimi, ormoni, ecc., intervengono nei processi fisiologici. Sono elementi plastici il carbonio, l'ossigeno, l'idrogeno, l'azoto, il fosforo, lo zolfo; sono dinamici il calcio, il potassio, il magnesio e tutti i microelementi.
Gli elementi essenziali solo per alcune specie vegetali sono il sodio, il selenio, il silicio, il cobalto, lo iodio e il vanadio. Questi elementi, in genere, sono presenti nelle piante senza svolgere alcuna funzione fisiologica, ma alcune specie possono manifestare sintomi di carenza nei loro confronti.

### Macroelementi
I macroelementi sono distinti in elementi principali della fertilità (o semplicemente macroelementi) e in elementi secondari (o mesoelementi). Questa distinzione si basa sulla risposta, da parte delle piante, all'apporto specifico attraverso la concimazione.
In generale, le piante rispondono positivamente alla somministrazione artificiale degli elementi principali perché richiesti in grandi quantità e presenti nel terreno in quantità limitate per carenza effettiva o per immobilizzazione. L'eventuale assenza di risposta si verifica in contesti particolari dovuti per lo più ad elevate dotazioni nel terreno o a limitate esigenze da parte di determinate specie: ad esempio, la risposta delle leguminose alla somministrazione dell'azoto è poco significativa o assente perché queste piante beneficiano dell'azotofissazione simbiontica; per motivi differenti, i cereali autunno-vernini (frumento, orzo) coltivati in terreni argillosi non rispondono alla somministrazione del potassio in quanto beneficiano delle ampie dotazioni nel terreno e degli effetti residui delle concimazioni praticate nelle colture in rotazione.
La risposta alla somministrazione specifica di mesoelementi è in genere assente perché, pur essendo indispensabili e in grandi quantità, sono presenti nel terreno in quantità sufficienti oppure sono somministrati indirettamente con l'apporto di materiali vari (es. ammendanti) o con l'apporto di concimi a basso titolo. L'eventuale carenza si manifesta in piante particolarmente esigenti, su terreni particolari e, nel tempo, con l'impiego sistematico di concimi ad alto titolo. Ad esempio, molte leguminose foraggere e diversi fruttiferi soffrono la carenza di calcio nei terreni acidi. Carenze di calcio possono manifestarsi anche in zone equatoriali soggette a forti dilavamenti.
Sulla base di quanto detto, gli elementi principali della fertilità sono quelli generalmente necessari alla pianta e che in rapporto alla concimazione possono comportarsi come fattori limitanti della produzione. Questi elementi sono perciò somministrati artificialmente con la concimazione in condizioni ordinarie:
- Azoto, presente soprattutto nelle proteine, negli amminoacidi e negli acidi nucleici
- Fosforo, presente soprattutto nei fosfolipidi, negli acidi nucleici e negli zuccheri fosforati
- Potassio, elemento dinamico usato come attivatore degli enzimi, è anche uno dei principali componenti delle ceneri

I mesoelementi sono invece apparentemente non necessari perché, in condizioni ordinarie, non producono effetti sulla resa:
- Calcio, presente nella parete cellulare e nella lamella mediana
- Magnesio, presente nel gruppo prostetico della clorofilla, come catalizzatore
- Zolfo, presente in alcuni aminoacidi
- Cloro

Il sodio viene generalmente considerato come un elemento sgradito (terreni salini). Tuttavia in Europa settentrionale, dove scarseggia nel suolo, gli si attribuisce grande importanza, soprattutto nella concimazione dei pascoli, per arricchire la dieta del bestiame. Nelle specie che manifestano esigenza, il sodio si comporta come mesoelemento.

#### L'azoto
Per le piante l'azoto è un elemento essenziale. È presente nei tessuti giovani in percentuali attorno al 5-6%, nei tessuti maturi attorno all'1-3%. Convenzionalmente per stimare il contenuto proteico di un prodotto si moltiplica l'azoto totale per 6,25. Ciò significa che mediamente circa un sesto delle proteine è costituito da azoto. È inoltre presente nella Clorofilla, negli acidi nucleici, nei glucosidi e negli alcaloidi.
Il livello produttivo della coltura è primariamente condizionato dalla disponibilità d'azoto nel suolo. Esso stimola l'accrescimento delle piante e determina una presenza abbondante di clorofilla nelle foglie.
Viene assorbito prevalentemente in forma nitrica. I concimi azotati possono invece contenere l'azoto in forma nitrica, ammoniacale, ureica e organica.
Nella forma nitrica viene assorbito velocemente dalle piante e i risultati sono visibili a breve termine. Tuttavia ha il grave difetto di presentare un'elevata dilavabilità, raggiunge cioè molto velocemente gli strati più profondi del terreno, diventando inutilizzabile ed andando ad inquinare la falda acquifera.
Nella forma ammoniacale si ha un rilascio del nutriente più graduale, dato che per venire trasformato in azoto nitrico necessita di un certo periodo di tempo, richiesto dalla nitrificazione. Se ne ha così un migliore utilizzo, con minori perdite. Questo è dovuto inoltre al fatto che gli ioni NH4+ si legano più facilmente ai colloidi del terreno. Di conseguenza i concimi nitrici sono indicati per bisogni immediati, quelli ammoniacali per bisogni più diluiti nel tempo (ad esempio alla semina).
Nella forma ureica l'azoto viene convertito per ammonificazione in azoto ammoniacale in tempi più o meno brevi dipendenti soprattutto dalla temperatura. Ne consegue che i concimi ureici hanno proprietà analoghe a quelle dei concimi ammoniacali, con una persistenza ancora maggiore.
Nella forma organica l'azoto viene convertito per ammonificazione in azoto ammoniacale come fase finale della mineralizzazione della sostanza organica. I tempi di rilascio sono strettamente dipendenti dalla temperatura e dall'attività biologica degli organismi decompositori (funghi e batteri) e possono essere molto lunghi.
La carenza d'azoto provoca accorciamento del ciclo biologico della pianta, clorosi fogliare, crescita lenta e stentata, produzioni basse. L'eccesso d'azoto provoca squilibri nel ciclo biologico della pianta, scarsa lignificazione dei tessuti, con conseguente predisposizione ad avversità soprattutto parassitarie, eccessivo rigoglio vegetativo con consumi idrici più intensi, accumulo di nitrati nelle foglie; inoltre, come accennato precedentemente, l'eccesso di azoto nel terreno aumenta il rischio d'inquinamento delle falde acquifere.

#### Il fosforo
Il fosforo è un elemento di cui la pianta non necessita in grande quantità, ma la sua carenza può provocare gravi problemi: esso è estremamente importante al momento della fioritura, ma interviene in tutti i processi fondamentali del metabolismo. Si concentra nelle zone giovanili della pianta, è importante per il metabolismo energetico e nelle reazioni di sintesi, demolizione e trasformazione. Inoltre aumenta la velocità di maturazione del prodotto finale, e ne rende migliore la qualità esteriore. Favorisce anche la radicazione.
Il fosforo è caratterizzato da una scarsa mobilità: una volta distribuito nel terreno è bene che si proceda ad un'aratura che ne faciliti l'incorporamento all'altezza delle radici assorbenti. È trattenuto dai colloidi del terreno, perciò non è soggetto a perdite per dilavamento. Nel terreno può trovarsi in forma organica e minerale. Il fosforo minerale è rappresentato principalmente dai tre residui acidi dell'acido ortofosforico in equilibrio fra loro: lo ione fosfato biacido (H2PO4-, molto solubile), lo ione fosfato monoacido (HPO42-, mediamente solubile) e lo ione fosfato (PO43-, insolubile). Il rapporto quantitativo fra le tre forme dipende dal pH e l'equilibrio si sposta verso lo ione PO43- all'aumentare del valore del pH.
La solubilità del fosforo e, quindi, la sua facilità di assorbimento da parte delle piante dipendono dalla reazione del terreno: nei terreni fortemente acidi il fosforo forma complessi insolubili con gli idrossidi di ferro e alluminio (fosfati di Fe e Al); nei terreni tendenzialmente neutri prevale sotto forma di fosfato monocalcico, Ca(H2PO4)2, e bicalcico, CaHPO4; nei terreni basici per alcalinità costituzionale (terreni calcarei) prevale sotto forma di fosfato tricalcico, Ca3(PO4)2, insolubile; infine, nei terreni basici per alcalinità da assorbimento (terreni sodici) prevale sotto forma di fosfato sodico, Na3PO4, solubile. Escludendo i terreni sodici, non interessati dagli usi agricoli, l'assorbimento del fosforo è dunque favorito nei terreni tendenzialmente neutri, mentre nei terreni acidi e basici va incontro a fenomeni di insolubilizzazione (retrogradazione del fosforo).
Una carenza di fosforo ha come conseguenze lo sviluppo di piante esili, a portamento eretto e con una crescita stentata. Generalmente gli effetti sono molto simili alla carenza d'azoto. È difficile riscontrare casi di eccesso di fosforo. La concimazione minerale fosfatica è stata la prima ad essersi diffusa, anche a causa di un'errata teoria di Justus von Liebig che ne sovrastimava l'importanza. Dopo decenni di fortissima concimazione fosfatica, molti terreni italiani possiedono riserve di fosforo enormi. Molto spesso è dunque possibile ridurre drasticamente le dosi di fosforo nella concimazione, o addirittura eliminarle del tutto, anche per diversi anni consecutivi.
Alcune micorrize hanno la capacità di aumentare la biodisponibilità del fosforo presente nel terreno.

#### Il potassio
Il potassio è un elemento chimico che la pianta assorbe facilmente e in gran quantità. L'assorbimento però può essere limitato dalla presenza di altri cationi, come il calcio. Nella pianta è presente soprattutto nelle parti giovanili, e rimane libero nei succhi cellulari sotto forma di sali diversi. Adeguate dosi di potassio fanno sì che la pianta assorba l'acqua con più facilità, aumenti la resistenza al gelo e agli attacchi parassitari e venga favorita la sintesi proteica, aumentando la produzione di ATP. Il potassio interviene anche nei processi di accumulo degli zuccheri. Inoltre, i sali potassici presenti nei succhi cellulari sono fondamentali nel determinare la sapidità dei frutti.
Il potassio è presente nel terreno sotto forma di ione K+ incorporato nella sostanza organica e, soprattutto, nella frazione minerale del suolo. Il potassio minerale è presente in varie forme, non tutte disponibili per le piante:
- Potassio reticolare: è incorporato nei reticoli cristallini di alcuni minerali, come ad esempio i feldspati e altri tettosilicati e alcuni fillosilicati. Non è utilizzabile dalle piante.
- Potassio fissato: è incorporato nei reticoli cristallini dei minerali argillosi negli spazi compresi fra i foglietti cristallini. In genere non è utilizzabile dalle piante, con qualche eccezione (es. la barbabietola da zucchero), tuttavia viene lentamente messo a disposizione.
- Potassio scambiabile: è adsorbito sulla superficie dei colloidi ed è in equilibrio con la frazione solubile. Alcune piante riescono ad assorbirlo.
- Potassio solubile: è disciolto nell'acqua del terreno e costituisce con la frazione scambiabile il potassio assimilabile. Le piante assorbono prevalentemente la frazione solubile.

Il potassio è fondamentalmente un elemento poco mobile, trattenuto bene dal potere assorbente del terreno; possono tuttavia esserci carenze nei terreni calcarei perché è in competizione con il calcio e il magnesio nella saturazione dei colloidi. La disponibilità di potassio non rappresenta invece un problema nei terreni neutri e acidi che ne sono dotati, soprattutto quelli con un buon tenore in argilla. I terreni italiani in genere sono molto ricchi di potassio, perciò la concimazione potassica è spesso trascurata per le colture meno esigenti. Una buona dotazione in potassio in ogni modo non è necessariamente correlata ad una disponibilità per le piante: i terreni sabbiosi, ad esempio, possono essere costituzionalmente ricchi di potassio ma poveri nella forma assimilabile in quanto si tratta prevalentemente di potassio reticolare.
Il primo effetto della carenza di potassio è la diminuzione del turgore cellulare delle piante colpite. Inoltre si formano foglie esili e con decolorazione centrale e, come conseguenza, una necrosi generalizzata delle foglie che fa assumere alla pianta uno stato di appassimento. Effetti di una carenza di potassio, soprattutto con una nutrizione sbilanciata verso l'azoto, sono la scarsa lignificazione e una generale suscettibilità agli attacchi parassitari e la produzione di frutti dal gusto appiattito e insipido, con ridotto tenore in zuccheri e sali minerali.
Rari i casi di eccesso potassico e non se ne conoscono gli effetti.

### Microelementi
I microelementi agiscono in quantità limitatissime, svolgendo però un ruolo fondamentale dato che entrano nella costituzione degli enzimi.
- Boro, per la riproduzione
- Manganese, interviene nella sintesi della clorofilla, attiva gli enzimi
- Rame, presente nella clorofilla, attiva gli enzimi
- Zinco, presente negli enzimi e nelle auxine
- Molibdeno, microelemento usato per l'azotofissazione, è indispensabile per le leguminose
- Cobalto, fissa l'azoto
- Ferro, interviene nella sintesi della clorofilla

La carenza di ferro si manifesta molto vistosamente, determinando un ingiallimento fogliare che prende il nome di clorosi. Il nome fa riferimento alla causa della decolorazione, l'assenza di clorofilla nelle cellule fogliari. La depigmentazione dei tessuti fotosintetizzanti porta, nei casi più gravi, ad una morte per denutrizione.
Vi sono altri elementi, solitamente presenti nel suolo, ma che comunque sono importanti per la crescita delle piante:
- Cloro, aiuta la crescita delle radici
- Silicio, rinforza la parete cellulare, aumenta resistenza a caldo e siccità
- Nickel, rilascia l'azoto

I microelementi vengono impiegati soprattutto nei concimi per coltivazione idroponica, in quanto viene a mancare l'apporto da parte del terreno. Possono però manifestarsi specifiche carenze per fenomeni di insolubilizzazione, dovute prevalentemente a pH anomali; in questo caso si procede alla somministrazione, generalmente attraverso la concimazione fogliare.

## Titolo
I concimi vengono classificati in base al titolo: una serie di numeri che indica, come percentuale sulla massa, la quantità di elemento, o elementi, nutritivi presenti nel concime. Nelle confezioni è riportato nell'ordine il titolo in azoto, anidride fosforica (P2O5) e ossido di potassio (K2O) quando questi elementi sono presenti. Eventualmente è riportato, a seguire, il titolo dei mesoelementi.
Il titolo teorico di un concime è determinato dalla stechiometria. Ad esempio, la formula bruta dell'urea (un concime azotato che ha un titolo del 46% in N) è H2N-CO-NH2. I pesi atomici dei singoli elementi contenuti nella molecola sono: H=1; N=14; C=12; O=16. Sono presenti 4 atomi di H, 2 di N, 1 di C e uno di O. Il peso molecolare dell'urea risulta dunque essere:
{\displaystyle 4\cdot 1+2\cdot 14+1\cdot 12+1\cdot 16=4+28+12+16=60}
Il peso totale dell'azoto presente nella molecola d'urea risulta essere
{\displaystyle N=2\cdot 14=28}
La seguente proporzione permette di calcolare il titolo del concime:
{\displaystyle {\frac {x}{100}}={\frac {28}{60}}}
da cui si ottiene {\displaystyle x={\frac {28}{60}}\cdot 100=46,6\%}.
Nella pratica, tuttavia, raramente il titolo del concime corrisponde a quello teorico stechiometrico, perché i formulati dei concimi non sono puri ma contengono altri componenti chimici che ne riducono il titolo reale.
Il titolo permette di calcolare quanto concime apportare a seconda delle necessità, dividendo la quantità di nutriente da apportare per il titolo. Ad esempio, dovendo fornire ad un terreno 150 kg ha−1 di N e volendo distribuire urea-46, bisognerà dare al terreno {\displaystyle {\frac {150}{0,46}}=326} kg di urea per ettaro.
Nella realtà pratica si ha la tendenza all'impiego di concimi ad alto titolo per i seguenti motivi:
- il prezzo riferito all'unità fertilizzante (prezzo nominale in rapporto al titolo) è in genere molto più basso nei concimi ad alto titolo;
- a parità di dose di unità fertilizzante il quantitativo del concime da somministrare è inversamente proporzionale al titolo; ne consegue che l'impiego di concimi a basso titolo determina un incremento dei costi di trasporto, di stoccaggio e di distribuzione in campo. Per lo stesso motivo i concimi ad alto titolo semplificano le operazioni colturali perché permettono di aumentare l'autonomia dello spandiconcime o della seminatrice.

L'uso di concimi ad alto titolo ha tuttavia un inconveniente: il maggiore tenore in uno o più elementi principali della fertilità si traduce in un minore tenore in mesoelementi (calcio, zolfo, magnesio), perciò l'uso sistematico di concimi ad alto titolo porta ad un progressivo impoverimento degli elementi secondari. In condizioni particolari pertanto può rivelarsi consigliabile l'impiego di specifici concimi a basso titolo.

## Classificazione dei concimi

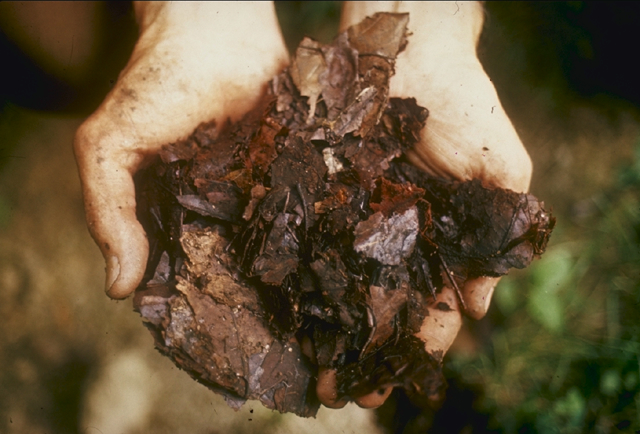
Compost: esempio di concime organico

La classificazione dei concimi può basarsi su differenti criteri, ma quella più usata è la classificazione merceologica adottata dalla normativa comunitaria sui fertilizzanti. Questa si basa prevalentemente sulla composizione chimica, con riferimento al contenuto in uno o più elementi principali della fertilità e sulla presenza o meno del carbonio legato chimicamente ad uno degli elementi della fertilità. Altre classificazioni secondarie prendono in esame il tipo di formulato, la solubilità, la relazione con l'assorbimento radicale (funzionalità).
In base al tenore in macroelementi principali, i concimi si distinguono in semplici, quando contengono un solo elemento (azoto, fosforo, potassio) e in complessi o composti, quando contengono due o tre macroelementi principali. A loro volta i concimi complessi si distinguono in binari, quando contengono due elementi principali della fertilità (NP, NK, PK), e in ternari, quando contengono tutti i macroelementi principali.
In base al contenuto in carbonio legato chimicamente ad un elemento principale della fertilità, i concimi si distinguono in organici, organominerali, minerali (o chimici). In realtà la distinzione fra queste categorie è basata su un criterio convenzionale adottato dalla normativa vigente:
- sono concimi organici quelli prodotti da un'attività biologica e che contengono carbonio legato chimicamente ad un elemento della fertilità;
- sono concimi organominerali quelli ottenuti dalla miscelazione o da una reazione di uno o più concimi organici con uno o più concimi minerali;
- sono concimi minerali o chimici quelli ottenuti da giacimenti minerali, usati tali e quali o trattati industrialmente con processi di raffinazione o di trasformazione, quelli ottenuti per via sintetica, quelli ottenuti dal trattamento industriale di prodotti inorganici di origine biologica.

Tale classificazione ha conseguenze nell'inquadramento merceologico-normativo (e di riflesso nella possibilità d'impiego in determinati disciplinari): ad esempio, l'urea, pur essendo un composto organico (il carbonio è legato chimicamente all'azoto), è classificato come concime minerale in quanto proviene da una sintesi chimica industriale. Per motivi diversi, i concimi fosfatici ottenuti dal trattamento industriale delle ossa (fosfato termico, perfosfato d'ossa) sono concimi minerali perché non contengono carbonio, pur essendo di origine biologica.
I concimi possono presentarsi in forma liquida o solida. Quelli in forma liquida possono essere gas liquefatti, soluzioni o sospensioni. Quelli in forma solida possono essere granulari, microgranulari, in cristalli o polverulenti.
A seconda della formulazione i concimi solidi possono essere a lenta cessione; questi concimi contengono l'elemento nutritivo microincapsulato in modo che il suo rilascio nel terreno avvenga gradualmente limitando le perdite.

### Concimi semplici e concimi composti
I concimi semplici sono quei concimi in cui è presente un solo elemento (o azoto, o fosforo, o potassio). Ad esempio il nitrato del Cile è un concime semplice, infatti è presente unicamente azoto.
I concimi composti (o complessi) sono quei concimi in cui sono presenti due o più elementi. La combinazione tra gli elementi può essere ottenuta per miscelazione di concimi semplici o per combinazione chimica. Tradizionalmente si definivano composti quelli ottenuti mediante miscelazione, complessi quelli ottenuti mediante combinazione chimica, ma oggi i due termini sono considerati sinonimi e, tra i due, si tende a preferire il primo.
I concimi composti sono definiti concimi binari quando sono presenti due degli elementi principali della fertilità; sono definiti ternari quando sono presenti tutti e tre (NPK). Sono concimi binari quelli fosfo-potassici (PK), quelli nitro-potassici (NK) e quelli fosfo-azotati (NP).
Il titolo di un concime ternario è contrassegnato da tre numeri separati da un trattino. Il primo numero indica la percentuale in peso di azoto espresso come N, il secondo il fosforo espresso come P2O5 e il terzo il potassio espresso come K2O. Ad esempio un concime tipo 30-20-25 possiede il 30% di N, il 20% di P2O5 e il 25% di K2O.

### Concimi minerali
I concimi minerali, detti anche chimici, sono concimi che non contengono carbonio. A seconda che contengano azoto, fosforo o potassio vengono definiti rispettivamente concimi azotati, fosforici o potassici.

### Concimi organici

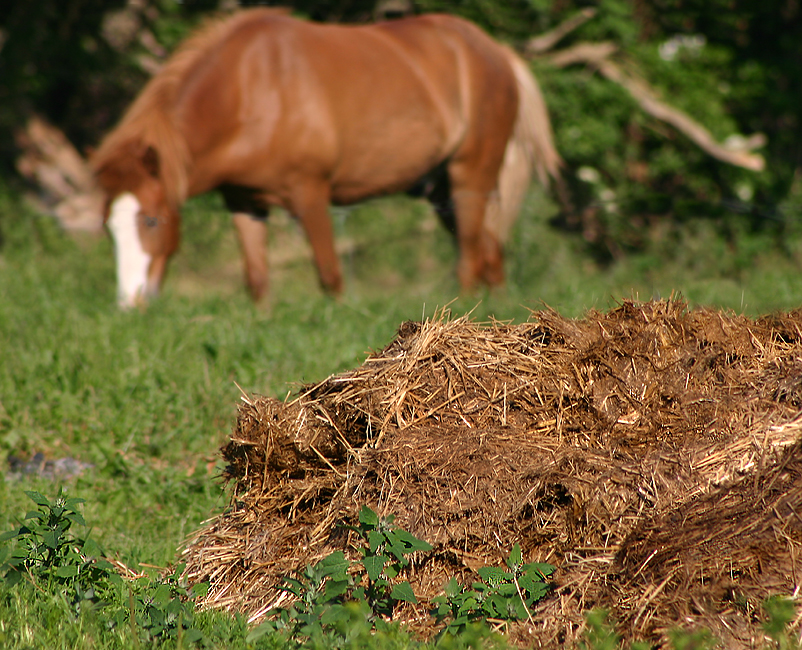
Stallatico equino

Sono concimi che contengono carbonio legato ad uno degli elementi della fertilità (azoto, fosforo, potassio). Secondo la normativa i concimi organici devono essere necessariamente di origine biologica (animale, vegetale o mista) perciò sono esclusi da questa categoria i composti organici prodotti per via sintetica: ad esempio, l'urea, pur essendo un composto organico, è da considerarsi un concime minerale in quanto è prodotta per via sintetica. D'altra parte il comportamento dell'urea nel terreno è molto simile a quello degli altri concimi minerali azotati.

## Metodi di concimazione
Le concimazioni sono distinte in:
- Concimazione di fondo - Viene effettuata con quei macroelementi che restano immobilizzati nel terreno: il fosforo, il potassio o ambedue, a seconda delle necessità. Consiste nel concimare prima dell'aratura, in modo tale da interrare i nutrienti uniformemente nella sezione di suolo che sarà investigata dalla rizosfera della coltura.
- Concimazione di presemina - Effettuata appena prima della semina (o in contemporanea). Si usa per dare alla coltura, se necessario, la prima frazione di azoto. Può essere utile anche per distribuire fosforo in terreni molto dilavabili.
- Concimazione di copertura - È effettuata con la coltura in atto. È fondamentale per la distribuzione dell'azoto in particolare nelle colture erbacee, in quanto, adattando quantità e momento dell'intervento a seconda dell'andamento della coltura, è possibile regolarne il ciclo. Un tipo molto avanzato di concimazione di copertura è la fertirrigazione che si attua soprattutto su colture arboree o orticole irrigate con impianti d'irrigazione localizzati o a goccia.